# Can Gallart (Argentona)
Can Gallart (también conocida como Can Gallard) es una masía histórica situada en el municipio de Argentona, en Cataluña, España. La finca fue construida a principios del siglo XX como un chalet monumental de estilo neoclásico, con una estructura irregular compuesta por varios cuerpos exentos y techos cubiertos con tejas vidriadas.

## Arquitectura
El proyecto original fue diseñado por el arquitecto catalán Josep Puig i Cadafalch, reconocido representante del modernismo catalán. A finales de los años sesenta, la finca fue restaurada por el arquitecto Enric Puiggalí, quien añadió elementos propios a la estructura original.

## Primer propietario
El primer propietario conocido de la finca fue Jaume Gallart i Martí, empresario vinculado al histórico astillero GALLART, conocido por la producción de yates y embarcaciones de lujo. En su honor, la casa adoptó el nombre Can Gallart, reflejando el apellido de la familia.

## Origen del nombre
El nombre Can Gallart proviene del apellido de la familia Gallart, propietaria original de la finca. En lengua catalana, la partícula Can es una forma abreviada de casa de, por lo que el nombre significa literalmente “Casa de los Gallart”.

## Uso durante la Guerra Civil Española
Durante la Guerra Civil Española (1936–1939), la finca fue utilizada como escuela católica y pensión para estudiantes dedicados a estudios religiosos. Este uso adaptativo del inmueble muestra su transformación en respuesta a las circunstancias históricas de la época. Posteriormente, la propiedad cambió de manos, aunque no se dispone de una fecha exacta de transferencia.

## Estado actual
Actualmente, Can Gallart se encuentra en la Avenida Catalunya, número 8, y continúa siendo un punto de interés arquitectónico en Argentona. Su historia, valor artístico y conexión con el modernismo catalán la convierten en un objeto de estudio para historiadores del arte y especialistas en patrimonio.